# Кудашівка (станція)
Кудаші́вка — проміжна залізнична станція Криворізької дирекції Придніпровської залізниці на електрифікованій лінії Верхівцеве — Кривий Ріг-Головний між станціями Божедарівка (11 км) та Милорадівка (11 км). Розташована в однойменному селі Кам'янського району Дніпропетровської області.

## Пасажирське сполучення
На станції Кудашівка зупиняються приміські електропоїзди сполучення Кривий Ріг — Верхівцеве / Дніпро.